# Mar Cantábrico (1930)
La motonave Mar Cantábrico  fue un transporte de guerra abordado y capturado el 8 de marzo de 1937, en aguas del cabo Mayor en la costa cantábrica, por el crucero pesado Canarias de la Armada del bando sublevado en la Guerra Civil Española. Tras su captura fue transformado en crucero auxiliar del bando nacional.
En el otoño de 1937 intercepta el carguero griego Victoria, que con 6.600 trb fue el mayor buque civil apresado en toda la contienda.

## El buque
Construido en 1930 para la Compañía Marítima del Nervión en los astilleros Euskalduna de Bilbao, con las siguientes características: 6 632 toneladas de registro bruto y 7 500 de carga, 123 metros de eslora, 16,36 de manga y 10,36 de puntal. Su planta propulsora la constituían dos motores Diesel, con una potencia de 4 500 caballos que le permitían alcanzar una velocidad de 15 nudos. Disponía de algunos camarotes.

## Guerra Civil
En julio de 1936 se encontraba en el puerto de Valencia donde fue incautado. Destinado a buque prisión, allí fueron recluidos los militares de la guarnición que se habían rendido al fracasar en Valencia el golpe de Estado en España de julio de 1936.
El 6 de agosto embarca las tropas que al mando del capitán Uribarri ocupan si dificultad las Islas Pitiusas, primera fase del fracasado Desembarco de Mallorca. Las disputas con el jefe de la expedición, el capitán del aire Alberto Bayo, obligan a Uribarri a regresar a Valencia con sus tropas en el Mar Cantábrico. El buque acude al puerto de Mahón y en la madrugada del 16 de agosto transporta una parte importante de la guarnición de Menorca que desembarca en Mallorca junto con la expedición de milicianos de Bayo procedentes de Cataluña que habían tomado Ibiza. Por el fracaso en el desembarco fue destituido el capitán de la nave, siendo reemplazado por Serafín Santa María.

### Viaje a Estados Unidos
El Mar Cantábrico recibió la orden de viajar a Nueva York para recoger un cargamento de armamento y material de aviación (según el corresponsal de The Times llevaría 11 aviones, 32 cocinas de campaña, y alimentos y ropa), por un valor de casi tres millones de dólares que fueron pagados a la compañía Vimalert de Jersey City, que posiblemente era una empresa fantasma soviética.
En ese momento Estados Unidos mantenía una política de no intervención, pero solo tenía fuerza moral sobre sus ciudadanos, no legal, algo que estaba a punto de cambiar porque el Senado había aprobado el 6 de enero de 1937 una ley una de cuyas consecuencias sería la prohibición de enviar remesas de armas a España. Cuando la ley entró en vigor dos días después, el 8 de enero, el Mar Cantábrico ya había zarpado.
Las gestiones realizadas por Félix Gordón Ordás fructifican y pese a que el 6 de enero de 1937 el Senado de los Estados Unidos aprueba la Neutrality Act por 80 votos a favor y ninguno en contra, el Mar Cantábrico consigue zarpar con su cargamento de armas, aunque no pudo cargar con diez modernos aviones.
La noticia de la salida fue conocida por el bando nacional.
Hace escala en el puerto de Veracruz donde completa carga, partiendo hacia España el 19 de febrero de 1937. Un agente nacional destacado en México precisa su verdadero rumbo.
El barco partió de Veracruz con un cargamento dividido en tres destinos: Barcelona, Bilbao y Santander, para confundir a los agentes de Franco. El capitán abre un sobre un día después de la salida del puerto y en su interior está la clave X (realizada por el embajador Gordón Ordás) y el destino: Santander.

### Clave X: la clave delMar Cantábrico
La derrota, la fecha y el lugar de la llegada del buque no se mantuvieron en secreto porque los diversos mensajes que envió el ministro de Marina y Aire Indalecio Prieto al presidente del gobierno vasco José Antonio Aguirre avisándole de que el barco llegaría a Santander el 5 o el 6 de marzo, primero, y luego el 8 de marzo, además de decirle qué claves llevaba y dándole detalles del cargamento, fueron interceptados por los nacionales. También es posible que los nacionales conociesen el rumbo por lo que les hubieran dicho los oficiales del destructor José Luis Díez que habían desertado en Burdeos después de la batalla del cabo Machichaco del 5 de marzo de 1937.
El Mar Cantábrico disponía de una clave para comunicarse con Madrid por radio. Para algunos autores el desciframiento por los servicios criptoanalíticos franquistas tuvo un papel decisivo en la captura del buque.

"... la clave usada por el Mar Cantábrico para comunicarse con tierra. No debían usar las anteriormente mencionadas claves Victoria o Bocho, sino una distinta, denominada "clave X". Esta clave es de las denominadas monoalfabética con homógonos. Dicho en cristiano, cada letra podía ser cifrada por tres grupos numéricos. Por ejemplo, la letra A correspondía a los siguientes números: 10, 30, 69... Dicha clave, junto con las instrucciones relativas a las comunicaciones, fue entregada al capitán del barco por el Cónsul de España en Veracruz. En caso necesario, el Mar Cantábrico debería llamar usando el indicativo SYN, en banda de 705 m (425.24 kilociclos). Algunas de estas instrucciones no dejan de ser premonitorias:"No creo necesario encomendar ni a usted ni a los demás miembros del barco la necesidad de observar la máxima discreción en el uso del aparato de radiotelegrafía, el cual por otra parte debe quedar exclusivamente destinado a las comunicaciones oficiales, pues a su buen juicio y al de sus compañeros no puede escaparse que cuanto menos funcione dicho aparato con mayor seguridad se camina y más fácil es llegar felizmente al destino, mientras que realizando comunicaciones de índole particular se puede señalar involuntariamente al enemigo la situación del barco""
Boletín ENIGMA.

El ministro de Marina y Aire, Indalecio Prieto Tuero, transmitió tres mensajes (dos el 21 de febrero y otro poco antes de la fecha de arribada del carguero al golfo de Vizcaya) que facilitaron al crucero Canarias la localización exacta del Mar Cantábrico. La Segunda Sección de Estado Mayor de la Comandancia General de Baleares disponía de un Negociado de Información cuyo técnico era el teniente Baltasar Nicolau Bordoy e integrado tanto por pacientísimos escuchas de turnos, empleados de Telégrafos, y por descifradores reclutados entre jugadores de ajedrez y crucigramistas. Durante la guerra civil consiguieron descifrar, al menos, cuarenta y cuatro claves y códigos. Un par ("Victoria" y "Bocho") tienen que ver con la captura del "Mar Cantábrico".

"...La eficaz labor del Negociado de Información de Palma de Mallorca, seguramente sujeto entonces a la supervisión del capitán de Estado Mayor Enrique Puig Guardiola, permitió que con la transcripción de las claves "Victoria" y "Bocho"  fuera conocida por los nacionales la fase postrera de la derrota del "Mar Cantábrico" entre los puertos de Veracruz y Santander. Para el acomodo de fechas téngase en cuenta que el "Canarias", con el exclusivo propósito de capturar al mercante, modificó su emprendido rumbo al estrecho de Gibraltar, y regresó al golfo de Vizcaya en virtud de una orden radiada al inicio de la madrugada del 4 de marzo, es decir, resultado de una decisión del mando tomada el día 3..."
Conclusiones.

En la base naval de Ferrol, el Estado Mayor conocía desde cuatro día antes de la captura la aproximación del "Mar Cantábrico" hacia el norte. Este conocimiento se prueba en el hecho de que el "Canarias" fue destinado a la vigilancia de la zona portuaria de Bilbao, obligándole la Base sorpresivamente a cambiar su rumbo cuando se dirigía al Mediterráneo el 4 de marzo después de una reparación en los astilleros ferrolanos. Como se relata en "Armas para la República".

### Abordaje por el cruceroCanarias
De Ferrol había salido el crucero Canarias al mando del capitán de navío Salvador Moreno, con la misión de interceptar a los mercantes Galdames y Mar Cantábrico, de los que se tenía información de que llevaban armas y suministros para la República.

"... La flota nacional procedió a establecer el dispositivo de caza: seis bous de la Flotilla de Ribadeo formarían un barrera en el meridiano de la Estaca de Bares; el patrullero Galerna y el crucero auxiliar Ciudad de Palma se mantendrían frente a los puertos franceses, el primero a las alturas de Saint Nazaire y el segundo ante la isla de Ouessant; tres bous  de la Flotilla de Pasajes dibujarían una barrera al NNW, de este puerto, orientada al 330ª, fuera de la cual cruzaría el destructor Velasco; el crucero auxiliar Ciudad de Valencia vigilaría la entrada a Gijón y el acorazado España la de Santander, ambos a salvo de las vistas desde tierra, e idéntica misión desempeñaría el crucero Canarias frente a Bilbao. Como puede verse, la totalidad de la flota nacional en el Cantábrico quedaba involucrada en la captura de la motonave;  pero, además, se destacaban los cruceros Baleares y Almirante Cervera al estrecho de Gibraltar para cubrir la posibilidad de que ésta tratara de atravesarlo en demanda de los puertos del Mediterráneo o recalara en Casablanca..."
Artemio Mortera, Lucas Molina y Rafael Permuy.

Para ponerlo más difícil la motonave cambia su nombre por el británico de Adda matriculado en New Castle, emplea lonas embreadas para alterar su perfil y cambia colores. Manuel Azaña recibe una comunicación de Indalecio Prieto indicándole como el 8 de marzo se aproximaría al puerto de Santander. 
La dotación del Canarias asume las operaciones de abordaje y captura del transporte de guerra y su dificilísima conducción al puerto de Ferrol, en medio de una mar bravía y amenazado por los incendios y las explosiones constantes de parte de las toneladas de municiones que transportaba.

### Crucero Auxiliar
El 22 de mayo de 1937 el Mar Cantábrico se incorpora como transporte de guerra a la flota nacional una vez reparado y el 25 de junio se transforma en crucero auxiliar, con el montaje en cubierta de piezas de artillería, ametralladoras y cañones antiaéreos, interviniendo el 23 de diciembre en la incursión al puerto de Castellón.
El 5 de marzo de 1939 acude a Cartagena en auxilio de los sublevados y ante la imposibilidad de entrar en el puerto intenta el sin éxito el desembarco en Portman en la mañana del 7 de marzo.
En esta operación sobre Cartagena, el buque es utilizado como buque insignia por el almirante jefe de la flota sublevada, Francisco Moreno, hermano del comandante del "Canarias".

### Laureada Colectiva
El 30 de septiembre de 1938 fue concedida la Cruz Laureada de San Fernando al teniente de navío D. Alfredo Lostau Santos y la Laureada Colectiva a la dotación de presa del "Mar Cantábrico" entre cuyos marineros figuraba Carlos María Rey-Stolle.

## Buque mercante
En 1939 el Segundo Gobierno de Francisco Franco devuelve el buque a sus propietarios y tras deshacer las reformas que lo habían convertido en una unidad de la armada retornó en 1940 a la actividad comercial.

"...Navegaba ese día por el canal de Port Arthur (Texas) transportando un cargamento de azufre con destino a España cuando se declaró un incendio, los tripulantes intentaron sofocarlo pero cobró inusitadas dimensiones y el capitán tuvo que varar el barco en una playa cercana para evitar peores consecuencias. La tripulación se salvó al completo, aunque el fuego no llegaría a extinguirse hasta el 26 de septiembre provocando serios daños en el buque. Los armadores lo declararon pérdida total constructiva y una vez reflotado emprendió su último viaje con destino al desguace en Amberes donde quedó completamente desmantelado a finales de 1963..."

En 1967 la naviera vende a su hermano, Mar Negro a una sociedad mancomunada por las empresas montañesas Naviera Castilla y Transportes de Petróleos, permaneciendo en la matrícula de Bilbao como Río Pisueña. En 1971 fue adquirido por el armador mexicano Navimex y con el nombre de Río Frío cubre su última etapa, siendo desguazado en Kaohsiung el año 1973.